# Yonghe (socken i Kina, Hunan)
Yonghe (kinesiska: 永和, 永和乡) är en socken i Kina. Den ligger i provinsen Hunan, i den södra delen av landet, omkring 120 kilometer söder om provinshuvudstaden Changsha. Antalet invånare är 25735. Befolkningen består av 12 315 kvinnor och 13 420 män. Barn under 15 år utgör 20,0 %, vuxna 15-64 år 69 %, och äldre över 65 år 9,0 %.
Genomsnittlig årsnederbörd är 1 770 millimeter. Den regnigaste månaden är maj, med i genomsnitt 314 mm nederbörd, och den torraste är oktober, med 35 mm nederbörd.